# 颗粒股窗蟹
颗粒股窗蟹（学名：Scopimera tuberculata）为沙蟹科股窗蟹属的动物。在中国大陆，分布于广东等地，生活环境为海水，多穴居于低潮线或低潮线区的泥沙滩上。